# Anser (állatnem)
Az Anser a lúdalakúak (Anseriformes) rendjébe, azon belül a récefélék családjába tartozó nem. Fajait köznapi nevükön mezei ludaknak nevezik.

## Rendszerezés
A nembe az alábbi 8 faj tartozik:
- nyári lúd (Anser anser)
  - házi lúd (Anser anser domestica)
- nagy lilik (Anser albifrons)
- vetési lúd (Anser fabalis)
- tundralúd (Anser serrirostris, 2019 előtt Anser fabalis serrirostris)[1][2][3]
- kínai hattyúlúd (Anser cygnoides)
- kis lilik (Anser erythropus)
- indiai lúd (Anser indicus)
- rövidcsőrű lúd (Anser brachyrhynchus)